# Celiptera magnifica
Celiptera magnifica är en fjärilsart som beskrevs av H. Edwards 1884. Celiptera magnifica ingår i släktet Celiptera och familjen nattflyn. Inga underarter finns listade i Catalogue of Life.